# Achille Delesse
Achille Ernest Oscar Joseph Delesse, född 3 februari 1817, död 24 mars 1881, var en fransk geolog.
Delesse blev professor i geologi vid Sorbonne 1850, och vid École des mines 1864. Från 1878 var han generalinspektör för de franska bergsverken och har särskilt ägnat sig åt studiet av petrografin, såväl av eruptiva och metamorfa bergarter som av färska (recenta) sediment med verk som Lithologie des mers de France (1872).